# Staatsmeisterschaft von Amapá
Die Staatsmeisterschaft von Amapá ist die Fußballmeisterschaft des Bundesstaates Amapá (portugiesisch: Campeonato Amapaense de Futebol) in Brasilien. Sie wird seit 1944 jährlich – mit Ausnahme von 1949 und 1996 – ausgetragen und seit 1945 vom Fußballlandesverband der Federação Amapaense de Futebol (FAF) organisiert.
Bis 1990 ist der Fußball in Amapá auf Amateurniveau betrieben wurden. Rekordmeister ist der Esporte Clube Macapá aus der Landeshauptstadt Macapá mit 17 Titeln.

## Sieger
| Rekordmeister: EC Macapá | 0 | 17 Titel | EC Macapá (ehemals Panair EC)                                                                        |
| Rekordmeister: EC Macapá | 0 | 11 Titel | Ypiranga Clube (Macapá)                                                                              |
| Rekordmeister: EC Macapá | 0 | 10 Titel | Amapá Clube (Macapá) Trem DC (Macapá)                                                                |
| Rekordmeister: EC Macapá | 0 | 07 Titel | Santana EC (Santana) Santos FC (Macapá)                                                              |
| Rekordmeister: EC Macapá | 0 | 06 Titel | SER São José (Macapá)                                                                                |
| Rekordmeister: EC Macapá | 0 | 05 Titel | Independente EC (Santana)                                                                            |
| Rekordmeister: EC Macapá | 0 | 03 Titel | Juventus EC (Macapá)                                                                                 |
| Rekordmeister: EC Macapá | 0 | 01 Titel | CEA Clube (Macapá) Guarany AC (Macapá) CA Aliança (Santana) Cristal AC (Macapá) Oratório RC (Macapá) |

## Rückläufige Meisterschaftshistorie
| Meister 2025: Trem DC | 0 | - 2025 Trem DC - 2024 Trem DC - 2023 Trem DC - 2022 Trem DC - 2021 Trem DC - 2020 Ypiranga Clube - 2019 Santos FC - 2018 Ypiranga Clube - 2017 Santos FC - 2016 Santos FC - 2015 Santos FC - 2014 Santos FC - 2013 Santos FC - 2012 Oratório RC - 2011 Trem DC - 2010 Trem DC - 2009 SER São José - 2008 Cristal AC - 2007 Trem DC - 2006 SER São José - 2005 SER São José - 2004 Ypiranga Clube - 2003 Ypiranga Clube - 2002 Ypiranga Clube - 2001 Independente EC - 2000 Santos FC - 1999 Ypiranga Clube - 1998 CA Aliança - 1997 Ypiranga Clube - 1996 Meisterschaft nicht ausgetragen - 1995 Independente EC - 1994 Ypiranga Clube - 1993 SER São José - 1992 Ypiranga Clube - 1991 EC Macapá 0Beginn der Profiära - 1990 Amapá Clube - 1989 Independente EC - 1988 Amapá Clube - 1987 Amapá Clube - 1986 EC Macapá - 1985 Santana EC - 1984 Trem DC - 1983 Independente EC - 1982 Independente EC - 1981 EC Macapá - 1980 EC Macapá - 1979 Amapá Clube - 1978 EC Macapá - 1977 Guarany AC - 1976 Ypiranga Clube - 1975 Amapá Clube - 1974 EC Macapá - 1973 Amapá Clube - 1972 Santana EC - 1971 SER São José - 1970 SER São José - 1969 EC Macapá - 1968 Santana EC - 1967 Juventus EC - 1966 Juventus EC - 1965 Santana EC - 1964 Juventus EC - 1963 CEA Clube - 1962 Santana EC - 1961 Santana EC - 1960 Santana EC - 1959 EC Macapá - 1958 EC Macapá - 1957 EC Macapá - 1956 EC Macapá - 1955 EC Macapá - 1954 EC Macapá - 1953 Amapá Clube - 1952 Trem DC - 1951 Amapá Clube - 1950 Amapá Clube - 1949 Meisterschaft nicht ausgetragen - 1948 EC Macapá - 1947 EC Macapá - 1946 EC Macapá - 1945 Amapá Clube - 1944 Panair EC |